# Gabriella Pession
Gabriella Pession (n. 2 noiembrie 1977, Daytona Beach, Florida, SUA) este o actriță italiană.